# Kommunale Kulturverwaltung
Die kommunale Kulturverwaltung ist ein Teil der Kommunalverwaltung in Deutschland und eine Selbstverwaltungsangelegenheit der Gemeinden. Die konkrete Aufgabenverteilung innerhalb der Gemeinden und die Benennung der dafür zuständigen Stellen ist unterschiedlich geregelt. Viele Kommunen haben Behörden unter dem Namen Kulturamt eingerichtet. Die Kommunale Gemeinschaftsstelle für Verwaltungsmanagement empfiehlt, sie dem Dezernat „Schul- und Kulturverwaltung“ unterzuordnen.

## Rechtliche Grundlage und Organisation innerhalb der Kommunalverwaltung
Die kommunale Selbstverwaltung in Deutschland hat durch die Selbstverwaltungsgarantie in Art. 28 Abs. 2 Satz 1 Grundgesetz Verfassungsrang. Seit Inkrafttreten des Grundgesetzes ist diese Selbstverwaltungsgarantie bestimmend für die kommunale Kulturpolitik. Politische Beschlüsse zur Kulturpolitik auf kommunaler Ebene trifft die Gemeindevertretung oder Stadtverordnetenversammlung, welche diese teilweise an den Kulturausschuss zur Beratung oder Beschlussfassung delegieren kann. Diese Beschlüsse werden umgesetzt vom Kulturamt. Größere Kommunen haben einen Kulturdezernenten, der in der Regel Wahlbeamter (Beigeordneter oder in Städten mit Oberbürgermeister auch Bürgermeister) ist. Es liegt im Ermessen der kommunalen Gremien, diese Funktion einem eigenen Dezernenten zu übertragen, oder, was besonders bei kleineren Kommunen oft der Fall ist, dem jeweiligen Bürgermeister als einzigem gewählten Wahlbeamten. Zur Umsetzung der Beschlüsse dient das Kulturamt, welches in größeren Kommunen vom Kulturamtsleiter geleitet wird. In vielen Kommunen ist dieser gleichzeitig Sport- und/oder Schulamtsdezernent. In kleineren Kommunen, oft ohne eigens benanntes Kulturamt, kann dies auch der Hauptverwaltungsbeamte sein.
Es haben sich mittlerweile verschiedene Organisationsstrukturen der Kulturpolitik herausgebildet in deutschen Kommunalverwaltungen zur Wahrnehmung der Aufgaben. Diese unterscheiden sich in einem unterschiedlichen Grad der Zentralisierung. Neben dem zentralistischen Ansatz, alle Fach- und Verwaltungsaufgaben in einem Kulturamt zusammenzufassen, werden teilweise nur noch die Fachaufgaben zentralisiert, während die Verwaltung dezentral in eigenständige Ämtern beispielsweise für Volkshochschulen, Museen oder Theater aufgeteilt wird. Noch weitergehender wird einem solchen Ansatz gefolgt, wenn der Kulturdezernent nur verschiedene Ämter betreut, welche auch die Fachaufgaben wahrnehmen. Teilweise werden kulturelle Aufgaben und Einrichtungen auch privatisiert (meist im Rahmen eines Vereins oder einer GmbH) und damit auch rechtlich der Fachaufsicht der Kommunen entzogen.

## Kulturpolitik in Deutschland
Im Gegensatz zu Ländern wie Frankreich, Italien oder Großbritannien, in denen zentrale kulturelle Einrichtungen und Museen unter staatlicher Trägerschaft stehen, ist ein solches nationales Kulturangebot in Deutschland kaum zu finden. Hier findet man im Gegensatz dazu eine Vielzahl kleinerer und mittlerer Museen, Bibliotheken, Theater und Konzerthäuser, welche sich auch durch ihren Bezug zum jeweiligen Standort auszeichnen. Dadurch sind die Kommunen der direkte Bezugspunkt der Kulturpolitik und weniger das Bundesland oder die Bundesrepublik.